# Nagaszaki prefektúra
Nagaszaki prefektúra (長崎県 ; Hepburn: Nagasaki-ken) Japán Kjúsú szigetén fekszik. Székhelye Nagaszaki.

## Történelem

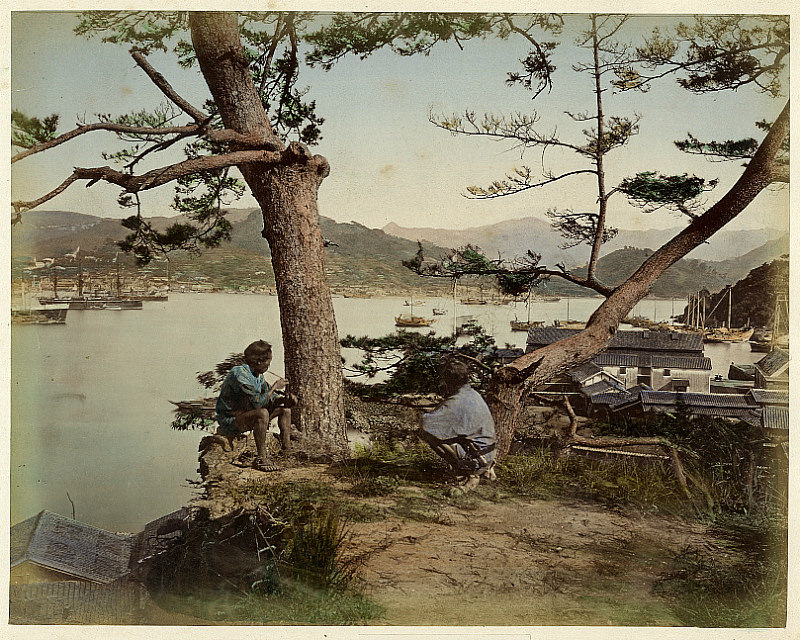
Kuicsi Ucsida képe Nagaszakiról 1872-ben

Nagaszaki prefektúra akkor jött létre, mikor az egykori Hizen tartomány nyugati fele összeolvadt Cusima és Iki szigetek tartományaival. Kínával és Koreával ellentétben, Hirado környéke a kereskedők és a kalózok központja volt.
A XVI. század folyamán katolikus hittérítők és kereskedők érkeztek Portugáliából, akik Hiradóban és Nagaszakiban kezdtek tevékenykedni, ami így a külkereskedelem fő központjává vált. Azonban Oda Nobunaga időszakában a hittérítőket apránként kiszorították a területről, míg végül a Tokugava korszakban a Szakoku nemzetközi elkülönülési törvény alapján a kereszténységet is betiltották. Ez idő alatt a japán külkereskedelem kínai és holland kereskedőkre korlátozódott, akiknek a székhelye Dedzsimában, Nagaszakiban volt, ez idő alatt a kereszténység továbbra is folytatódott, de immár katakombákban.
Ezek a kakure kirisitanok (bujdosó keresztények) próbáknak voltak kitéve: rá kellett lépniük a fumie-ra (eltaposott képek Szűz Máriáról és a szentekről) azért, hogy bebizonyítsák, hogy ők már nem keresztények. A katolikus hittérítők kitiltásával a katolikus országokból származó kereskedők is ki lettek szorítva az országból. Velük együtt a félig japán, félig európai gyerekeiknek is el kellett hagyniuk az országot. A nagy többséget Jagatarára (Jakarta) küldték, és a helyiek a mai napig úgy emlékeznek rájuk, mint az emberekre, akik szívszaggató leveleket írtak, amiket a tengeren keresztül csempésztek be szülőföldjükre. 
Napjainkban Nagaszakinak van egy kimagasló kínai negyede, számos katolikus temploma és keresztény helyszíne, melyeknek felkerülését kérvényezték az UNESCO Világörökség listájára.

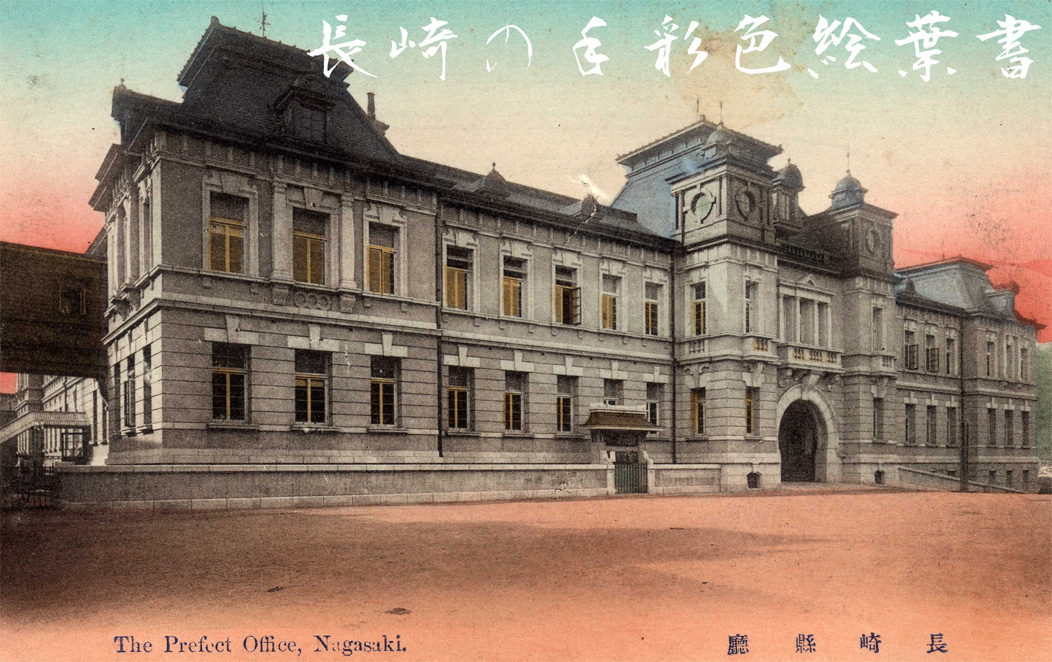
Nagaszaki prefektúra iroda, Meidzsi korszak

A Meidzsi-restauráció alatt Nagaszaki és Szaszebo a külkereskedelem fő kikötői lettek, majd II. világháború idejére már a Japán Birodalmi Haditengerészetnek és a Mitsubishi Nehéziparnak a fő katonai bázisaivá és hajóépítő központjaivá váltak. 
1945. augusztus 9-én az Egyesült Államok atombombát dobott Nagaszakira, ami a becsapódás helyétől egy mérföld sugarú körzetben minden épületet elpusztított és nagymértékű károkat okozott a város többi részein is. Hozzávetőlegesen 39 000-80 000 embert megöltek, köztük japán civil lőszermunkások ezreit, kb. 2000 koreai kényszermunkást és mintegy 150 japán katonát. Az ipari termelés körülbelül 68-80%-a olyan mértékben elpusztult, hogy hónapokig, sőt legalább egy évig nem tudott helyreállni.
Nagaszaki prefektúra Japán egyik legcsapadékosabb és földcsuszamlások által leginkább sújtott területe. Példaként említhető az 1957 júliusában bekövetkezett iszahajai esőzés és földcsuszamlás, amely során 586 ember vesztette életét, 136 ember eltűnt és 3860-an megsérültek. Továbbá 1982 júliusában Nagaszakiban és a külváros területén egy hasonló katasztrófa történt, melynek a japán kormány jelentése szerint 299 halálos áldozata volt.

## Földrajz
Nagaszakit keletről a Szaga prefektúra határolja, egyébként víz veszi körül, köztük az Ariale-öböl, a Cusima-szoros és a Kelet-Kínai-tenger. Számos sziget is ide tartozik, mint például Cusima és Iki. A prefektúra nagy része a part mentén van és így rendelkezik néhány kikötővel is, például Nagaszaki és Szaszebo, amely az USA haditengerészetének a támaszpontja.
2014. április 1-jével a prefektúra teljes területének 18%-a Nemzeti Parknak lett nyilvánítva.

### Városok

Nagaszaki prefektúra térképe

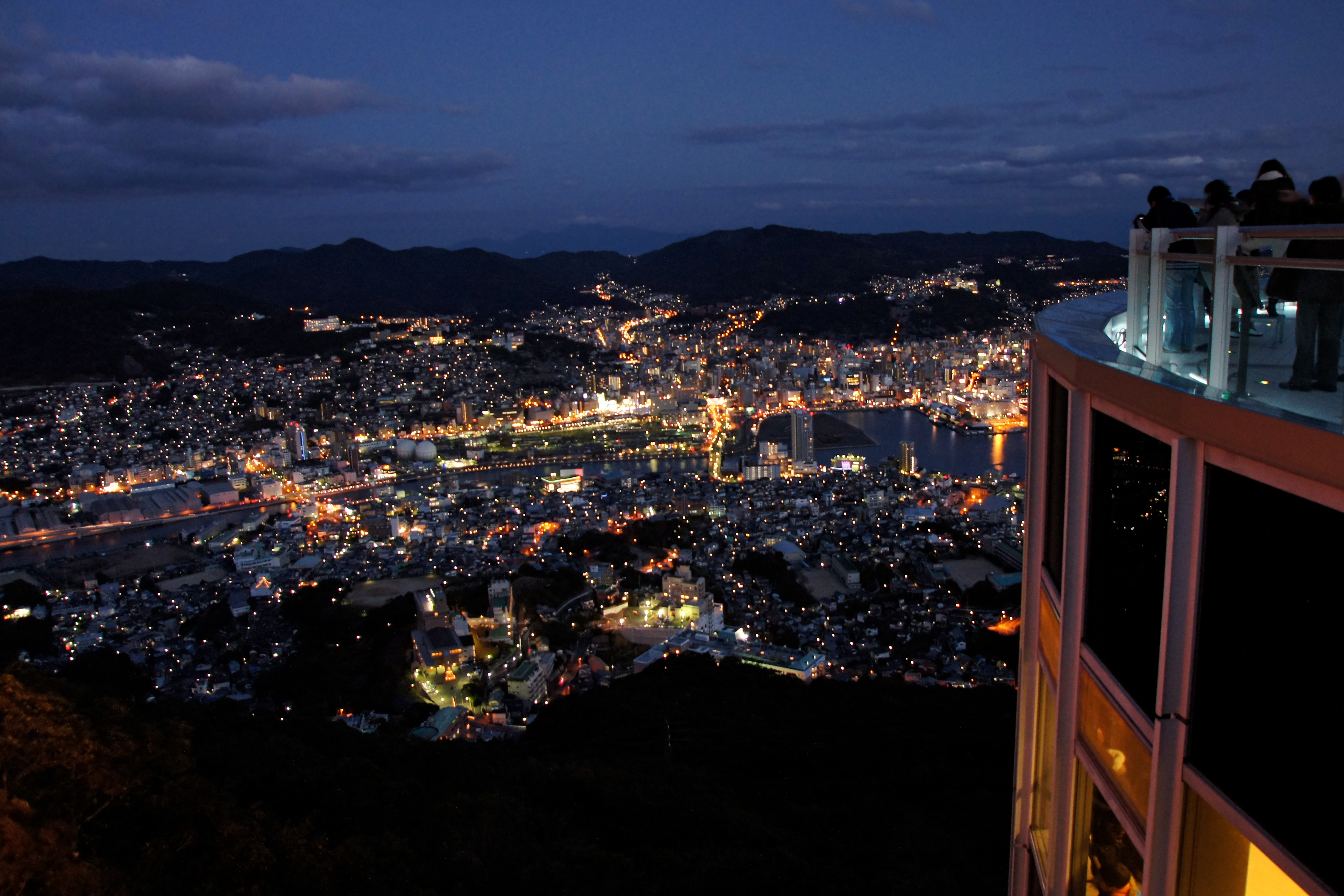
Éjszakai látkép Nagaszakiról

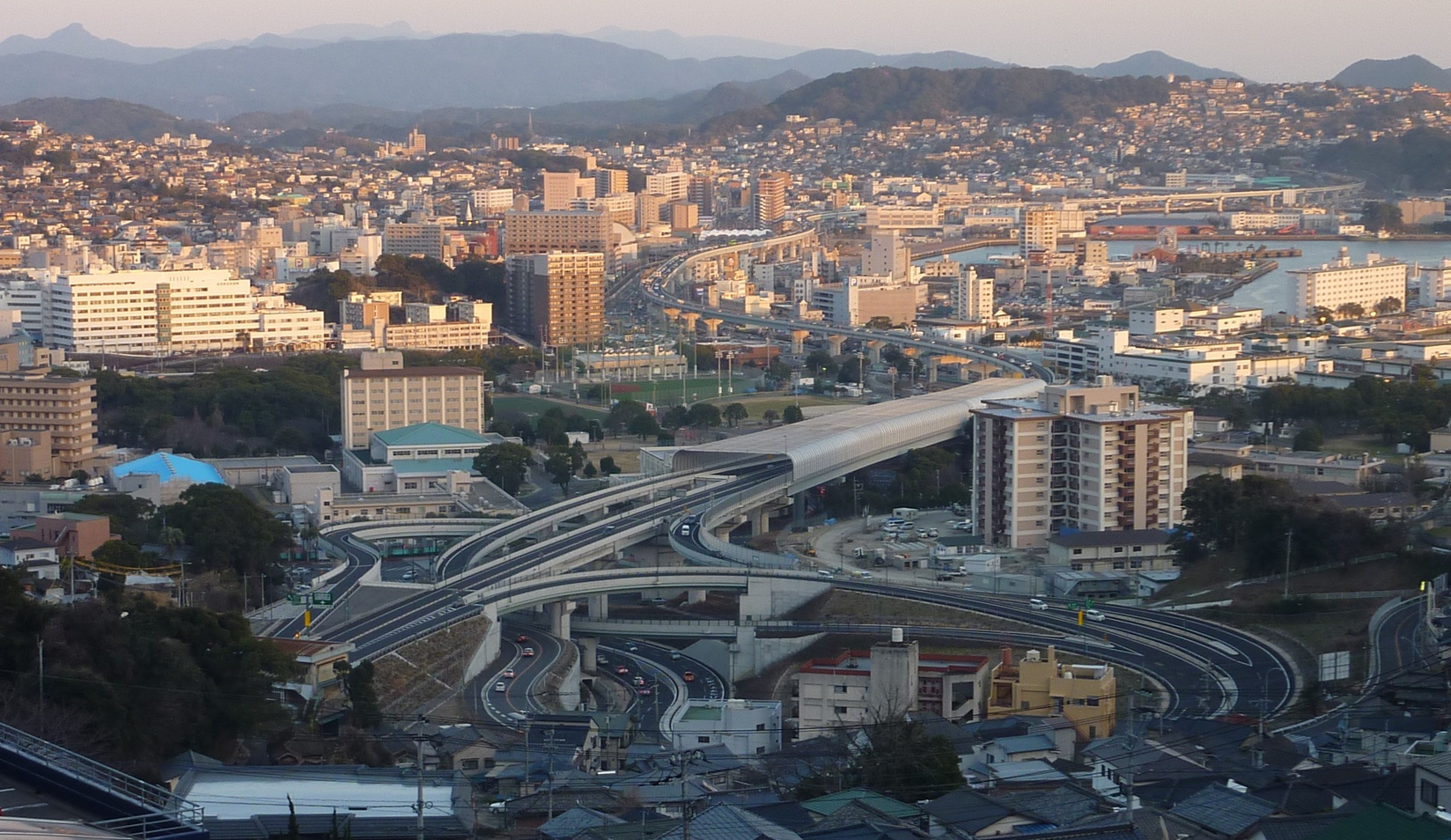
Szaszebo

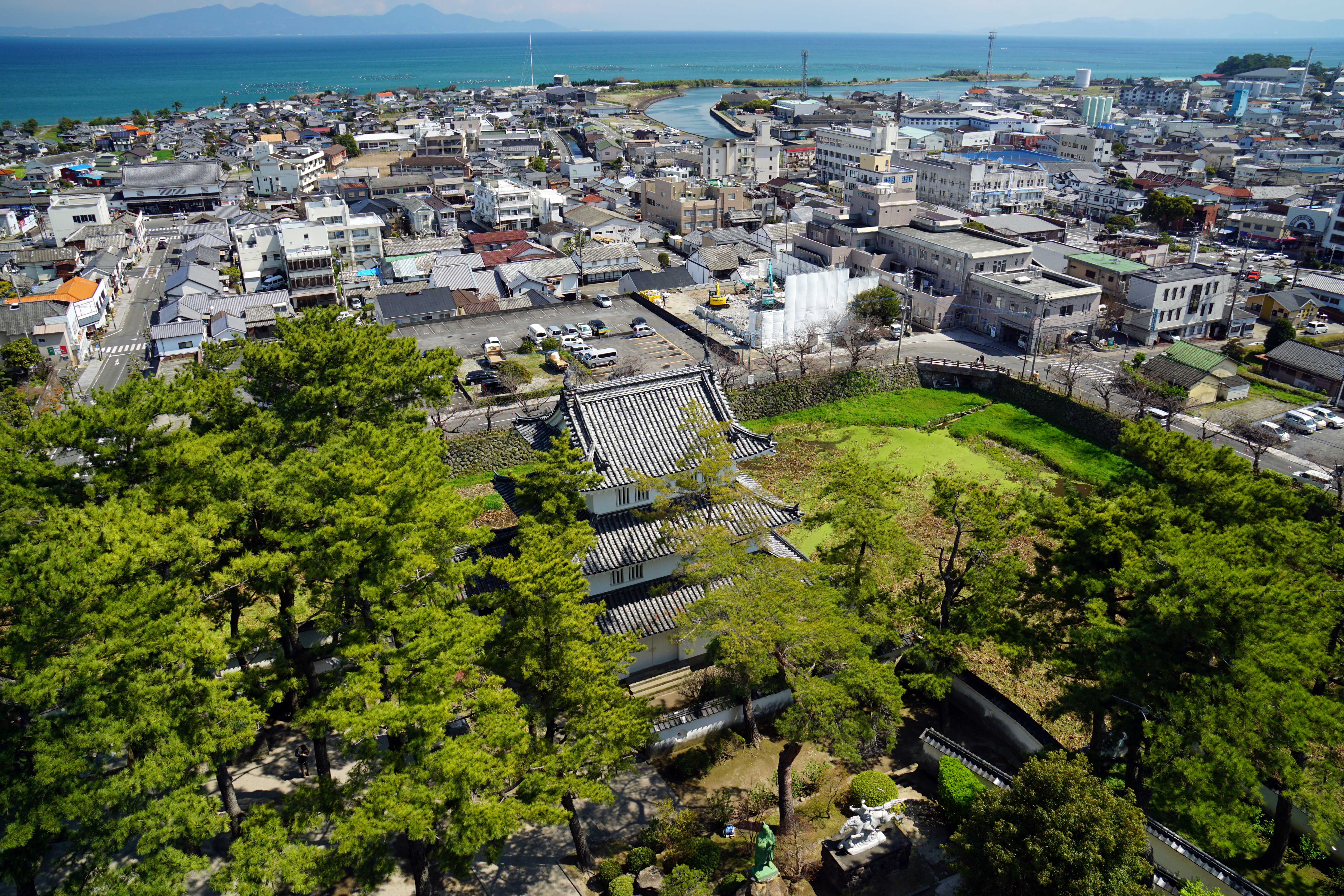
Simabara

Nagaszakiban 13 város található.
- Gotó
- Hirado
- Iki
- Iszahaja
- Macuura
- Minamisimabara
- Nagaszaki (székhely)
- Ómura
- Szaikai
- Szaszebo
- Simabara
- Cusima
- Unzen

### Körzetek
Körzetek városai és falvai.
- Higasiszonogi körzet

- Haszami
- Higasiszonogi
- Kavatana

- Kitamacuura körzet

- Odzsika
- Szaza

- Minamimacuura körzet

- Sinkamigotó

- Nisiszonogi körzet

- Nagajo
- Togicu

## Kultúra

### Vallás
Nagaszaki a legkeresztényebb terület Japánban, mivel már a XVI. századtól római katolikus missziók létesültek itt. Endó Súszaku regénye, a „Csend” a helyi keresztény közösségek (kirisitan) szájhagyomány útján terjedő történelméből meríti az információt. 
2002-re 68617 katolikus volt a Nagaszaki prefektúrában.

## Turizmus

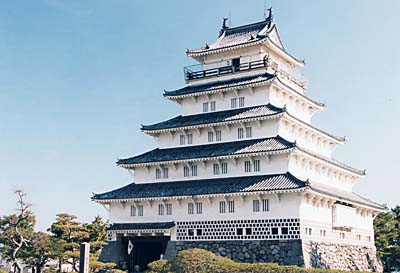
Kastély Simabarában

- Nagaszaki (főváros)

- Óura templom
- Urakami katedrális
- Konfuciusz-emlékhely
- Glover Garden
- Nagaszaki Sincsi kínai negyed
- Inasza hegy
- Kófuku-dzsi
- Szófuku-dzsi
- Szuva emlékhely

- Hirado

- Hiradói kastély
- Szakikata park

- Szaszebo

- Kudzsú-ku szigetek
- Huis Ten Bosch vidámpark

- Szaikai

- Nagaszaki biopark

- Simabara-félsziget

- Unzen-hegy
- Simabarai kastély

## Közlekedés

### Vasút
- JR Kjúsú

- Nagaszaki fővasútvonal
- Szaszebo vasútvonal
- Omura vasútvonal

### Villamos
- Nagaszaki villamosvonal

### Kikötők
- Nagaszaki kikötő
- Szaszebo kikötő
- Macuura kikötő
- Hirado kikötő
- Simabara kikötő
- Fukue kikötő
- Izuhara kikötő Cusumaban
- Gonoura kikötő Iki szigetén

### Repterek
- Nagaszaki repülőtér
- Fukue repülőtér
- Iki repülőtér
- Cusima repülőtér

## Politika
Nagaszaki jelenlegi kormányzója az egykori kormányzó helyettes, Nakamura Hódó. Először 2010-ben választották meg Kaneko Gendzsiró helyére, 2014-ben pedig másodjára is újraválasztották.

## Fordítás
- Ez a szócikk részben vagy egészben  a   Nagasaki Prefecture című angol Wikipédia-szócikk fordításán alapul.  Az eredeti cikk szerkesztőit annak laptörténete sorolja fel. Ez a jelzés csupán a megfogalmazás eredetét és a szerzői jogokat jelzi, nem szolgál a cikkben szereplő információk forrásmegjelöléseként.